# Don Edwards (Eishockeyspieler)
Donald Laurie „Don“ Edwards (* 28. September 1955 in Hamilton, Ontario) ist ein ehemaliger kanadischer Eishockeytorwart und -trainer, der von 1976 bis 1986 für die Buffalo Sabres, Calgary Flames und Toronto Maple Leafs in der National Hockey League spielte. 

## Karriere
Während seiner Juniorenzeit bei den Kitchener Rangers in der OHA war er einer der viel beschäftigten Juniorentorhüter. Mit 55 Spielen stand er überraschend oft auf dem Eis. Doch trotz starker Leistungen glaubte man nicht, dass er in der Lage wäre, ein starker NHL-Torwart zu werden. Beim NHL Amateur Draft 1975 dauerte es so bis in die fünfte Runde, ehe die Buffalo Sabres ihn an 89. Stelle auswählten. Auch beim WHA Amateur Draft 1975 sicherten sich die San Diego Mariners die Rechte an ihm erst spät in der zehnten Runde als 135.
Seine Karriere bei den Senioren begann er in der American Hockey League bei den Hershey Bears. In der Saison 1976/77 schaffte er bei den Sabres den Sprung in die NHL und holte sich von Gerry Desjardins den Platz als Stammtorwart. In seiner Rookiesaison 1977/78 stand er bei 72 Spielen zwischen den Pfosten. Mit 38 Siegen stellte er dabei eine Bestleistung auf, die bis heute kein Rookietorwart bei den Sabres erreichte.
Zu besonderer Topform lief er auf, wenn es gegen die Topteams der Liga ging. Sein Gegentorschnitt in den Spielen gegen die Teams aus Montreal, Boston, Philadelphia und die New York Islanders war besser als gegen den Rest der Liga. Um ihn zu entlasten, stellte man ihm Bob Sauvé an die Seite. Zusammen gewannen die beiden 1980 die Vezina Trophy.
Zur Saison 1982/83 gaben die Sabres ihn an die Calgary Flames ab. In seinen drei Jahren bei den Flames konnte er jedoch nicht an die Leistungen in Buffalo anknüpfen. In der Saison 1985/86 erfüllte er sich mit seinem Wechsel zu den Toronto Maple Leafs einen Kindheitstraum. Doch schon nach einer halben Spielzeit bezahlten ihm die Leafs seinen Vertrag aus. Er spielte noch einige Spiele in den unteren Klassen, bevor er seine Karriere beendete.
Ende der 1990er Jahre war er Assistenztrainer bei den Los Angeles Kings und 2003 war er Torwarttrainer bei den Carolina Hurricanes. Derzeit ist er General Manager der Saginaw Spirit in der OHL.

## Erfolge und Auszeichnungen
| - 1974 OMJHL First All-Star Team - 1974 Dave Pinkney Trophy - 1975 OMJHL First All-Star Team - 1976 AHL Second All-Star Team - 1978 NHL Second All-Star Team | - 1980 Teilnahme am NHL All-Star Game - 1980 NHL Second All-Star Team - 1980 Vezina Trophy (gemeinsam mit Bob Sauvé) - 1982 Teilnahme am NHL All-Star Game |

### International
- 1981 Silbermedaille beim Canada Cup